# Benjamin Brafman

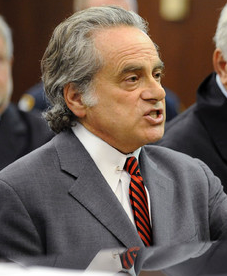
Benjamin Brafman (2016)

Benjamin Brafman (* 21. Juli 1948 in New York) ist ein US-amerikanischer Rechtsanwalt. Er ist als Strafverteidiger prominenter Beschuldigter bekannt geworden.

## Karriere
Die Familie von Benjamin Brafman floh kurz vor dem Zweiten Weltkrieg aus Europa und ließ sich in den USA nieder. Brafman wurde 1948 in Brooklyn geboren und streng jüdisch-orthodox erzogen. Er lernte am Brooklyn College, dem Ohio Northern University College of Law und erwarb seinen Master of Laws an der New York University School of Law.
Brafman war zunächst als Staatsanwalt tätig, bevor er in New York seine auf Strafrecht spezialisierte Rechtsanwaltskanzlei Brafman Associates eröffnete.
Brafman wurde als Strafverteidiger diverser prominenter Angeklagter bekannt. So konnte er z. B. 2001 als Anwalt des Rappers P. Diddy (Sean Combs) einen Freispruch in einem Verfahren wegen Bestechung und unerlaubten Waffenbesitzes erwirken. 2004 war er im Prozess gegen Michael Jackson wegen Kindesmissbrauchs als Strafverteidiger tätig. Weitere prominente Klienten waren unter anderem der Rapper Jay-Z und der American-Football-Spieler Plaxico Burress. 2011 verteidigte er den vormaligen IWF-Direktor Dominique Strauss-Kahn gegen den Vorwurf der versuchten Vergewaltigung. Das Mandat für die Verteidigung von Harvey Weinstein gab er 2018 wieder ab.